# Summorum Pontificum
Summorum Pontificum („SP“) ist der Titel eines Apostolischen Schreibens (Motu Proprio) De usu extraordinario antiquae formae Ritus Romani von Papst Benedikt XVI., das am 7. Juli 2007 veröffentlicht wurde und am 14. September 2007 in Kraft trat. Am 16. Juli 2021 wurde es von Papst Franziskus durch das Motu proprio Traditionis custodes weitgehend außer Kraft gesetzt.

## Inhalt

### Überblick
Die Anfangsworte des Motu proprio Benedikts XVI. greifen die Formel „Summorum Pontificum cura“ auf, mit der seit Papst Pius XII. der päpstliche Herausgeber auf dem Titelblatt römischer liturgischer Bücher das Wirken seiner Vorgänger zusammenfasste. Mit dem Apostolischen Schreiben Summorum Pontificum werden zwei, beide gleichermaßen rechtgläubige, jedoch nicht gleichberechtigte Ausformungen des Römischen Ritus anerkannt:
- Die ordentliche Form (forma ordinaria). das heißt, die Feier mit den im Auftrag des Zweiten Vatikanischen Konzils erneuerten und durch die Päpste Paul VI. und Johannes Paul II. promulgierten liturgischen Büchern. Dieser Usus instauratus bleibt die Normalform des römisch-katholischen Gottesdienstes.
- Die außerordentliche Form (forma extraordinaria), nämlich die Liturgie von 1962, die das Zweite Vatikanische Konzil „baldigst“ durch erneuerte liturgische Bücher abzulösen angeordnet hatte (Liturgiekonstitution Sacrosanctum Concilium Nr. 25). Der Usus antiquior (‚älterer, früherer Brauch‘) darf neben der Normalform in bestimmten Grenzen gleichfalls Verwendung finden. Dies gilt für das Missale, das Brevier, das Rituale, einen Teil des Pontifikales und indirekt auch für das Caeremoniale Episcoporum.

Der für Außenstehende deutlichste Unterschied zwischen beiden Ausformungen der Liturgie besteht darin, dass nach dem älteren Brauch die heilige Messe bis auf die (damals nicht zur Liturgie gerechnete) Predigt allein in lateinischer Sprache, hingegen die heutige Normalform seit der Liturgiereform zwar teilweise in oder mit Latein, bevorzugt aber in den lebendigen Volkssprachen gefeiert wird, um den Gläubigen die tätige und bewusste Teilnahme am Gottesdienst zu erleichtern.

### Bestimmungen
Vor Summorum Pontificum, noch unter Papst Johannes Paul II., war die sogenannte „tridentinische Messe“ nur aus pastoralen Gründen und mit bischöflicher Sondergenehmigung erlaubt. 1984 hatte der Vatikan durch ein Indult die Möglichkeit für Priester und Gläubige geschaffen, die heilige Messe  mit dem unter Papst Johannes XXIII. 1962 veröffentlichten Messbuch zu feiern. Ferner hatte der Vatikan Instituten des geweihten Lebens und Gesellschaften des apostolischen Lebens (also Ordensgemeinschaften und ähnlichen Verbänden) auf Wunsch die Verwendung weiterer Bücher der Liturgie von 1962 zugestanden.
Vorbehaltlich der „Vermeidung von Zwietracht und der Wahrung der Einheit der Kirche“ gestattet Summorum Pontificum nunmehr den Priestern für ihre Privatmessen (Missa sine populo) an jedem Tag die freie Wahl zwischen dem jetzigen und dem älteren Messbuch; Ausnahme ist das Triduum Sacrum. Daneben wird die Feier der außerordentlichen Form auch als Gemeindemesse (Missa cum populo) für „Institute gottgeweihten Lebens und Gesellschaften des apostolischen Lebens“ und Personalpfarreien freigegeben. In Territorialpfarreien setzt die Erlaubtheit einer solchen Feier voraus, dass eine dort heimische Gruppe von Gläubigen, die der alten Messform anhängen, dauerhaft existiert (Art. 5 § 1), und bleibt stets auf Nebengottesdienste, an Sonn- und Festtagen auf eine einzelne Messe, beschränkt. Darüber hinaus erfolgt in dem Motu proprio die kirchenrechtliche Klarstellung, dass die beiden Formen nicht als zwei unterschiedliche Riten, sondern als zwei unterschiedliche Ausprägungen (Usus) des einen Römischen Ritus zu gelten haben. Erlaubt wurde die außerordentliche Form auch beim Stundengebet sowie aus pastoralen Gründen für die Feier der Sakramente der Taufe, der Ehe, der Firmung, der Krankensalbung und der Buße.
Die Hochschätzung der tätigen und bewussten Teilnahme der Christgläubigen am Gottesdienst der Kirche soll auch nach Summorum Pontificum nicht gemindert werden. Eine bestimmte Gestaltung der Altäre, der liturgischen Gefäße und Gewänder ist durch Summorum Pontificum nicht vorgeschrieben. Die Feier an einem freistehenden Altar, auch „versus populum“, ist wie im Missale Romanum von 1570 nicht ausgeschlossen. Die Lesungen in der Gemeindemesse dürfen in der Volkssprache vorgetragen werden. In Zukunft können auch in das 1962er-Messbuch neue Heilige und einige der neuen Präfationen aufgenommen werden. Auch die „Liturgie von 1962“ soll demnach eine Liturgiereform erfahren, doch in einer anderen Weise, als sie für die „ordentliche Form“ durch die Päpste Paul VI. und Johannes Paul II. durchgeführt wurde. Längerfristig unverändert darf der „1962er-Usus“ deshalb nicht bleiben, weil das Zweite Vatikanische Konzil seine Erneuerung ausdrücklich vorgeschrieben hat (Sacrosanctum Concilium Nr. 25).
Die Ordnung der Liturgie in den Gemeinden der Diözesen obliegt grundsätzlich weiterhin dem örtlichen Bischof. Jedoch ist das Motu proprio so abgefasst, dass nunmehr der Bischof seinen Diözesanpriestern für Feiern ohne Gemeinde Wahlfreiheit einräumen muss und den Wünschen katholischer Laien, welche die ältere Form der Liturgie bevorzugen, im Rahmen des Möglichen entsprechen soll. Zu diesem Zweck können auch besondere (Personal-)Pfarreien errichtet werden. Kann ein Diözesanbischof, etwa wegen des Fehlens geeigneter Zelebranten, den Wunsch nach Messfeiern in der älteren Form nicht erfüllen, hat er die Angelegenheit der Päpstlichen Kommission „Ecclesia Dei“ vorzutragen, die mit umfassenden Vollmachten für die Organisation der „außerordentlichen Form des römischen Ritus“ ausgestattet wird. Nach einer Mitteilung dieser Kommission von 9. Februar 2008 können Priesteramtskandidaten von ihrem Bischof verlangen, in der Zelebration des „1962er-Usus“ ausgebildet zu werden und müssen deswegen u. a. die zum Verständnis der Texte nötigen Kenntnisse der lateinischen Sprache vermittelt bekommen.
Die Bischöfe der deutschen Diözesen und die Schweizer Bischöfe haben nahezu gleichlautende Richtlinien zur Umsetzung von „Summorum Pontificum“ erlassen, die am 1. Oktober 2007 in Kraft getreten sind.

## InstruktionUniversae Ecclesiae
Die Päpstliche Kommission Ecclesia Dei veröffentlichte am 13. Mai 2011 die Instruktion Universae Ecclesiae mit den Ausführungsbestimmungen für das Motu Proprio Summorum Pontificum. Die Instruktion wurde am 8. April 2011 von Papst Benedikt XVI. approbiert, sie trägt das Datum vom 30. April 2011 und ist vom Präsidenten William Kardinal Levada sowie vom Sekretär Prälat Guido Pozzo der Päpstlichen Kommission Ecclesia Dei unterzeichnet.  Diese Ausführungsbestimmungen verpflichten die Bischöfe zur Umsetzung von Summorum Pontificum. Sie wurde mit der Absicht herausgegeben, die rechte Interpretation und Anwendung des Motu proprio zu gewährleisten und offene rechtliche Fragen zu klären. Der Kommission Ecclesia Dei wurde schließlich mit der Instruktion vom Papst für den Bereich ihrer Zuständigkeit ordentliche, stellvertretende Hirtengewalt für die Aufsicht über die Einhaltung und die Anwendung der Vorschriften des Motu proprio Summorum Pontificum verliehen. Nach Universae Ecclesiae ist  Summorum Pontificum als universalkirchliches Gesetz zu verstehen und darüber hinaus als ein Spezialgesetz. Als solches entbindet es für den ihm eigenen Bereich von jenen nach 1962 erlassenen Gesetzen, die sich auf die Liturgie beziehen und nicht vereinbar sind mit den Rubriken der liturgischen Bücher, die 1962 in Kraft waren. Für den von Summorum Pontificum geregelten Bereich setzte damit Papst Benedikt XVI. alle Bestimmungen außer Kraft, die seine Vorgänger Paul VI. und Johannes Paul II. zur Zeit des Zweiten Vatikanischen Konzils und danach erlassen hatten, wohingegen die vorkonziliaren Reformen durch Papst Pius XII. Geltung behalten und durch einschlägige Erlasse Papst Benedikts ergänzt werden.

## Außerkraftsetzung
Papst Franziskus erklärte in seinem Motu proprio Traditionis custodes am 16. Juli 2021, die liturgischen Bücher von 1970 in den von den Päpsten Paul VI. und Johannes Paul II. herausgegebenen Fassungen seien  „einzige Ausdrucksform der lex orandi des Römischen Ritus“ (Art. 1). Gleichzeitig setzte er die vorausgehenden Normen, Instruktionen, Gewährungen und Gewohnheiten, darunter vor allem Summorum Pontificum, außer Kraft (Art. 8). Die 2007 eingeführten Bezeichnungen „ordentliche“ und  „außerordentliche Form des römischen Ritus“ gelten seither als abgeschafft.